# Sasti
Sasti là một thị trấn thống kê (census town) của quận Chandrapur thuộc bang Maharashtra, Ấn Độ.

## Nhân khẩu
Theo điều tra dân số năm 2001 của Ấn Độ, Sasti có dân số 5458 người. Phái nam chiếm 53% tổng số dân và phái nữ chiếm 47%. Sasti có tỷ lệ 65% biết đọc biết viết, cao hơn tỷ lệ trung bình toàn quốc là 59,5%: tỷ lệ cho phái nam là 72%, và tỷ lệ cho phái nữ là 56%. Tại Sasti, 13% dân số nhỏ hơn 6 tuổi.